# Acer lobulatum
Acer lobulatum é uma espécie de árvore do gênero Acer, pertencente à família Aceraceae.